# Alsenz
Alsenz település Németországban, Rajna-vidék-Pfalz tartományban. Lakosainak száma 1638 fő (2023. december 31.).

## Fekvése
Az Alsenz  folyó mellett fekszik. A folyó Ebernberg mellett, Kreuznach felett ömlik a Naheba.

## Népesség
A település népességének változása:
| Lakosok száma | 1844 | 1676 | 1694 | 1637 | 1657 | 1638 |
|               | 1975 | 2017 | 2019 | 2021 | 2022 | 2023 |

## Nevezetes emberek
- Itt született 1877-ben Wilhelm Frick német birodalmi belügyminiszter.